# Bocvana
Bocvana ili Botsvana (tswana: Lefatshe la Botswana) je država u južnoj Africi. Graniči s Namibijom na zapadu i sjeveru, Zambijom na sjeveru, Zimbabveom na istoku te Južnoafričkom Republikom na jugu. Zahvaljući proizvodnji dijamanata i pažljivom gospodarenju, ovo je jedna od ekonomski najrazvijenijih zemalja u Africi. Zemlju karakterizira visoka stopa zaraženosti stanovništva HIV-om.
Bocvana je za vrijeme britanskog protektorata bila poznata kao Bečuana (Bechuanaland). Članica je Commonwealtha, Južnoafričke carinske unije, Ujedinjenih naroda i Afričke unije.

## Povijest
Prije kontakta s Europljanima, Tswanci (ili Batswanci) su živjeli u plemenskim zajednicama u kojima su živjeli od ratarstva i stočarstva.
Krajem 19. stoljeća, izbili su sukobi između naroda Shona u Bocvani i plemenâ Ndebele koji su se doseljavali u taj teritorij iz pustinje Kalahari. Napetosti su još više narasle doseljavanjem Bura iz Transvaala. Nakon molbi bacvanskih vođa Khame III., Bathoena i Sebelea za pomoć, britanska vlada je 31. ožujka 1885. proglasila Bečuanu svojim protektoratom. Sjeverni dio tog teritorija je ostao pod izravnom upravom Bečuanskog protektorata, te je danas to nezavisna država Bocvana, dok je južni teritorij postao dio Rtske kolonije (nizozemski: Kaapkolonie, engleski: Cape Colony) koji je sad dio sjeverozapadne pokrajine JAR-a. Većina ljudi koji govore jezik tswana kao materinji jezik danas žive u Južnoafričkoj Republici.
Osnivanjem Južnoafričke unije 1910. od tadašnjih britanskih kolonija nisu uključeni i prostori Bechuanalanda, Basutolanda (danas Lesoto) i Swazilanda, iako je omogućeno njihovo kasnije priključivanje. Iako je južnoafrička vlada tada željela priključiti ove teritorije, britanska strana je to odgađala, te se ovo pripajanje nikad nije dogodilo. Izborom vlade Nacionalne stranke 1948. u Južnoj Africi je utemeljen apartheid, zbog kojeg se ta zemlja 1961. povukla iz Commonwealtha, te čime je nestala ideja o uključivanju ovih teritorija u jedinstvenu Južnu Afriku.
U lipnju 1964. godine, Britanija je pristala na prijedloge o demokratskoj samoupravi u Bocvani. Sjedište vlade premješteno je iz Mafikenga u današnjoj Sjeverozapadnoj provinciji u JAR-u u novoosnovani grad Gaborone, 1965. godine. Bocvana je stekla svoju nezavisnost 30. rujna 1966. godine. Kao prvi predsjednik države izabran je Seretse Khama, vođa pokreta nezavisnosti, poglavica (kgosi) bacvanskog plemena Ngwato, koji je dva puta izabran na tu dužnost i na kojoj je umro 1980. godine. Čelništvo nad državom je tad prepušteno potpredsjedniku Ketumilu Masiri koji je regularno izabran 1984., te ponovno 1989. i 1994. Masire je napustio dužnost 1998. Predsjedničku dužnost je od tad obnašao potpredsjednik Festus Mogae, koji je regularno izabran 1999., te ponovno 2004. godine.

## Zemljopis
Bocvana je 45. po veličini zemlja svijeta, te je približno veličine Ukrajine ili Francuske, a dominira ravničarski reljef. Najdužu granicu Bocvana dijeli s Južnoafričkom Republikom (1840 km), a još graniči i s Namibijom (1360 km), Zimbabveom (813 km), te s Zambijom (2 km) s kojom ima najkraću granicu. Zemljom dominira pustinja Kalahari, koja pokriva oko 70 % površine države i nalazi se u jugozapadnom dijelu. Zemlja je značajna po delti Okavangoa, koja je najveća svjetska delta u unutrašnjosti, a nalazi se na sjeverozapadu. Što se tiče raslinja, prevladavaju savana i travnate površine. Velike naslage soli i ostalih minerala nalaze se u Makgadikgadi Panu na sjeveru. Za vrijeme kišnog razdoblja, neke slane površine postaju slana jezera koja su vrlo bitna za opstanak životinjskog svijeta. Najviša točka Bocvane je Tsodilo Hills (1489 m). Zbog iznimne škrtosti zemljišta, samo je 1 % teritorija obradivo.
U Bocvani vlada polusuha klima s toplim zimama i vrućim ljetima. Zimi razlika između dnevne i noćne temperature zna varirati i preko 20 °C. Sušno razdoblje traje relativno dugo, između 6 i 9 mjeseci godišnje. Prosječne godišnje padaline su između 250 i 500 mm, a najviše padaju u razdoblju između prosinca i ožujka.

## Politika
Država je ustrojena kao predsjednička demokratska republika, gdje je predsjednik republike i na čelu države i na čelu vlade. Izvršnu vlast obnaša vlada, dok zakonodavnu vlast vrše i vlada i višestranački parlament. Parlament se sastoji od 53 izabrana i 4 imenovana zastupnika. 
Savjetodavnu ulogu vrši Dom starješina ili poglavica (House of Chiefs) koji predstavlja osam osnovnih podskupina bocvanskog naroda. Svaku odluku koju donosi parlament, a odnosi se na plemena mora proslijediti i Domu starješina.
Izbori se održavaju najmanje svakih pet godina, dosad su svi bili regularni i na vrijeme održani. Svi građani države, uključujući i sve manjine, imaju pravu sudjelovati na izborima. Od nezavisnosti 1967. godine, državom dominira Bocvanska demokratska stranka koja dosad nije izgubila izbore.

### Politička podjela
Bocvana je podijeljena u devet okruga ili distrikta (districts). Ti okruzi su podjeljeni u 28 podokruga (sub-districts). Okruzi Bocvane su:
1. Središnji okrug
2. Ghanzi
3. Kgalagadi
4. Kgatleng
5. Kweneng
6. Sjeveroistočni okrug
7. Sjeverozapadni okrug
8. Jugoistočni okrug
9. Južni okrug

Najveći gradovi u državi su:
- Gaborone
- Francistown

Ostala veća naseljena mjesta:
- Molepolole
- Selebi-Phikwe
- Maun
- Serowe
- Kanye
- Mahalapye
- Mochudi
- Mogoditshane
- Lobatse
- Palapye
- Tlokweng
- Ramotswa
- Thamaga
- Moshupa
- Tonota
- Jwaneng
- Orapa
- Letlhakane

### Obrana
U vrijeme stjecanja neovisnosti Bocvana nije imala oružanih snaga. Tek nakon napada rodezijske vojske Bocvana je kao mjeru samoobrane formirala Bocvanske Obrambene Snage (Botswana Defence Force ili BDF) 1977. godine. Njihov vrhovni zapovjednik je predsjednik Bocvane koji imenuje i obrambeno vijeće. Trenutno u oružanim snagama ima 12 000 vojnika.
Bocvanske Obrambene Snage djeluju kao nepolitička profesionalna vojska čije su glavne aktivnosti zaštita od krivolova, obrana od prirodnih nepogoda i mirovne misije.

## Gospodarstvo
Najvažnija gospodarska aktivnost u zemlji je rudarstvo, posebno eksploatacija dijamanata koje je omogućilo ovoj zemlji da u 30 godina postigne najveći gospodarski rast na svijetu. Gospodarstvo Bocvane najmanje je korumpirano od svih afričkih država, na razini nekih zapadnoeuropskih država. Budući da je vrlo mali postotak zemljišta (5 %) poljoprivredno obradivo, poljoprivreda ne doprinosi značajno u ukupnom BDP-u. Osim slabog poljoprivrednog razvoja, zemlja nije razvijenija ni u industrijskom sektoru.
Gospodarski napredak ove zemlje polako usporava, te mu ozbiljnije prijeti epidemija AIDS-a. Bocvanska vlada počela je provoditi znatne mjere kako bi smanjila utjecaj epidemije na gospodarstvo.

### Turizam
Turizam je druga po snazi gospodarska aktivnost poslije rudarstva te se smatra da čini 12 % ukupnog BDP-a. U zemlji postoji nekoliko nacionalnih parkova (skoro trećina teritorija) i rezervata, koji najviše privlače turiste. Zbog iznimnog bogatstva životinjskog svijeta, koji uključuje lavove, hijene, leoparde, antilope itd., Bocvana je popularno odredište za safari.
Najvažnije turistička odredišta za safari su rezervat Moremi u delti Okavango i Nacionalni park Chobe koji je poznat po najvećoj populaciji slonova na svijetu, oko 70 000 jedinki.
U Bocvani se 1980. godine snimao film Bogovi su pali na tjeme.

## Stanovništvo
Bocvanu karakterizira vrlo mala etnička raznolikost stanovništva u usporedbi s ostalim afričkim državama, te vrlo niska gustoća naseljenosti. Od ukupnog broja stanovništva, 79% čini narod Tswana ili Cvana, oko 11% stanovništva pripadaju narodu Kalanga, a Bušmani čine 3% stanovništva, kao i Kgalagadi. Ukupni udio bijelaca u državi je 3%.
Vrlo slična je i jezična struktura. Po popisu iz 2001. godine, materinji jezici stanovništva bili su tswana (79 %), ikalanga (7,9 %), sekgalagadi (2,8 %), dok su drugi i neodređeni činili 9 % stanovništva. Službeni engleski jezik, materinji je jezik samo 2,1 % stanovništva.
Što se tiče vjeroispovijesti, 77 % stanovništva jesu kršćani. Religiju badimo službeno prakticira 6 % stanovništva, makar je ovaj udio u stvarnosti puno veći jer je često prakticiranje badima i neke druge religije.
Kao i u većini država u južnoj Africi, veliki broj stanovništva je zaražen AIDS-om (godine 2014. stopa zaraženosti stanovništva bila je oko 20 %). Bocvanska vlada, započela je 2003. godine, program obrazovanja stanovništva o širenju bolesti, te nabavu jeftinih generičkih lijekova.
Država u zadnje vrijeme bilježi negativan rast stanovništva (-0.04%), te bilježi značajan udio ekonomskih migranata iz Zimbabvea.

## Kultura
U sjevernom dijelu Bocvane, žene iz sela Etsha i Gumare poznate su po umjetnosti izrade košara od palme mokola i lokalnih boja. Košare se izrađuju u tri vrste: velike zatvorene košake koje se upotrebljavaju za čuvanje hrane, otvorene košare koje se nose na glavi, te male košare. Košare se oslikavaju raznim bojama, te postaju trgovački proizvod. Od drugih obrtničkih umjetnosti poznato je lončarstvo i tkanje u jugoistočnoj Bocvani.
Najstariji tragovi umjetnosti u Bocvani i Južnoj Africi su slike koje opisuju lov i životinja i ljudi, a izradili su ih !Kung Bušmani prije 20,000 u pustinji Kalahari.

### Književnost
Najznačajnijom bocvanskom spisateljicom smatra se Bessie Head, koja je bježeći od apartheida u JAR-u došla živjeti u Bocvanu. Ovdje je živjela u Seroweu od 1964. do smrti 1986. Tu se i zbiva radnja njezinih najpoznatijih djela.
Unity Dow je poznata bocvanska spisateljica, pravnica i borac za ljudska prava, posebno prava žena. Poznata je kao prva sutkinja bocvanskog visokog suda.
U Bocvani se događa radnja nekoliko beletrističkih djela, od kojih su najpopularnija djela Alexandera McCalla Smitha.

### Praznici
| Datum                                                    | Hrvatski naziv         | Lokalni naziv          |
| -------------------------------------------------------- | ---------------------- | ---------------------- |
| 1. siječnja                                              | Nova godina            | Ngwaga o mosha         |
| 2. siječnja                                              | Državni praznik        |                        |
| klizni                                                   | Veliki petak           | Labotlhano yo o molemo |
| klizni                                                   | Uskrsni ponedjeljak    | Tlhatlogo              |
| klizni                                                   | Uznesenje              |                        |
| 1. kolovoza                                              | Dan Sira Seretse Khame |                        |
| 19. kolovoza                                             | Dan predsjednika       |                        |
| 20. kolovoza                                             | Državni praznik        |                        |
| 30. rujna                                                | Dan nezavisnosti       | Boipuso                |
| 25. prosinca                                             | Božić                  | Keresemose             |
| 26. prosinca/27. prosinca                                | Boxing Day             |                        |
| Prvi ponedjeljak nakon Božića je također državni praznik |                        |                        |

## Vanjske poveznice
- (engl.)Službena stranica bocvanske vlade
- (engl.)Turističke informacije
- (engl.)(fr.)Aktualnosti iz Bocvane
- (njem.)Informacije o Bocvani  Arhivirana inačica izvorne stranice od 19. veljače 2007. (Wayback Machine)